# Siri Remote
Siri Remote (также известен как Apple TV Remote в тех регионах, где Siri не поддерживается) — пульт дистанционного управления выпущенный Apple с Siri-совместимой четвертой и более поздними поколениями Apple TV. Siri Remote — наследник Apple Remote.

## Первое поколение
Siri Remote первого поколения визуально выделяется тачпадом, занимающий верхнюю треть устройства, тачпад поддерживет мультитач (нажатие, смахивание, перетягивание). Siri Remote укомплектован двумя микрофонами: для общения с Siri и для ввода текста. Помимо управления самим Apple TV, Siri Remote может излучать ИК-луч для управления громкостью телевизора, звуковой панели или приемника.
12 сентября 2017 года, вместе с анонсом Apple TV 4K, Apple анонсировала обновленную версию Siri Remote с кнопкой меню обрамленной белым пластиком и поддержкой дополнительного ввода жестами для приложений. Также цена была снижена до 59$.

## Второе поколение
20 апреля 2021 года Apple представила Siri Remote второго поколения с обновленным дизайном совместно с обновленным Apple TV 4K. Новый пульт стал толще, с изогнутой задней панелью и замененным тачпадом на круглую сенсорную панель похожую на iPod click wheel, с замененной кнопкой "меню" на кнопку "назад", добавленными кнопками включения телевизора и отключения звука телевизора, а также перемещением кнопки вызова Siri в верхний-правый угол на боковой стороне. В пульте больше нет акселерометра и гироскопа, которые были в предыдущей версии, что сделало его несовместимым с некоторыми играми. У устройства имеется обратная совместимость с предыдущими Apple TV основанными на tvOS, также присутствует в комплекте с обновлённым Apple TV HD.

## Спецификации
| Модели                 | Первое поколение                                                                           | Второе поколение                                                                       |              |
| ---------------------- | ------------------------------------------------------------------------------------------ | -------------------------------------------------------------------------------------- | ------------ |
| Модели                 | Дата выпуска                                                                               | октябрь 30, 2015 (первая ревизия) сентябрь 12, 2017 (ревизия 2017 года)                | май 21, 2021 |
| Номер модели           | A1962                                                                                      | A2540                                                                                  |              |
| Снято с производства   | сентябрь 12, 2017                                                                          | Производится                                                                           |              |
| Размер и вес           |                                                                                            |                                                                                        |              |
| Высота                 | 124 мм                                                                                     | 136 мм                                                                                 |              |
| Ширина                 | 38 мм                                                                                      | 35 мм                                                                                  |              |
| Глубина                | 6.3 мм                                                                                     | 9.25 мм                                                                                |              |
| Вес                    | 47 грамм                                                                                   | 63 грамм                                                                               |              |
| Взаимодействие и связь |                                                                                            |                                                                                        |              |
| Микрофон               | Два микрофона для общения с Siri и голосового ввода                                        | Два микрофона для общения с Siri и голосового ввода                                    |              |
| ИК-передатчик          | Есть                                                                                       | Есть                                                                                   |              |
| Связь                  | Bluetooth 4.0                                                                              | Bluetooth 5.0                                                                          |              |
| Порт                   | Разъем Lightning для зарядки                                                               | Разъем Lightning для зарядки                                                           |              |
| Сенсоры                |                                                                                            |                                                                                        |              |
| Акселерометр           | Есть                                                                                       | Нет                                                                                    |              |
| Гироскоп               | Есть                                                                                       | Нет                                                                                    |              |
| Питание                |                                                                                            |                                                                                        |              |
| Батарея                | Встроенный перезаряжаемый литий-полимерный аккумулятор (3.78V, 1.55 W•h, 410 mA•h) - A1519 | Встроенный перезаряжаемый литий-ионный аккумулятор (3.81V, 1.52 W•h, 398 mA•h) - A2563 |              |
| Зарядка                | Через USB кабель, подключенный к ПК или адаптер питания (продаётся отдельно)               | Через USB кабель, подключенный к ПК или адаптер питания (продаётся отдельно)           |              |
| Условия эксплуатации   |                                                                                            |                                                                                        |              |
| Рабочая температура    | от 0° до 35 °C                                                                             | от 0° до 35 °C                                                                         |              |
| Температура хранения   | от -20° до 45 °C                                                                           | от -20° до 45 °C                                                                       |              |
| Влажность              | от 5% до 95%                                                                               | от 5% до 95%                                                                           |              |
| Рабочая высота         | До 3000 м                                                                                  | До 3000 м                                                                              |              |